# Чемоданово (Нижегородская область)
 Чемоданово  — деревня в Шарангском районе Нижегородской области в составе  Черномужского сельсовета .

## География
Расположена на расстоянии примерно 6 км на юго-восток по прямой от районного центра посёлка Шаранга.

## История
Известна с 1891 года как починок Чемодановскийов, в 1905 году отмечено дворов 38 и жителей 255, в 1926 (уже деревня Чемоданово) 64 и 324, в 1950 59 и 228.

## Население
Постоянное население составляло 12 человек (русские 100%) в 2002 году, 109 в 2010.